# Institut national de recherches archéologiques préventives
Ne doit pas être confondu avec Institut national de recherches archéologiques.
L’Institut national de recherches archéologiques préventives (Inrap) est un établissement public à caractère administratif de recherche français créé par la loi du 17 janvier 2001 relative à l'archéologie préventive. Il s'est substitué à l'Association pour les fouilles archéologiques nationales (Afan), association loi de 1901.
Il est placé sous la tutelle conjointe des ministères chargés de la Culture et de la Recherche.

## Historique

### Association pour les fouilles archéologiques nationales
En 1973, l'Association pour les fouilles archéologiques nationales (Afan), est créée. Le Ministère de la Culture alloue des crédits à l'Afan qui s'occupe de les répartir entre les fouilles programmées et les fouilles de sauvetage. L'Afan est chargée de négocier le prix des fouilles entre trois protagonistes : l'État, l'Afan et l'aménageur. Malgré un renforcement des moyens, les difficultés restent grandes. L'Afan crée la carte archéologique nationale qui est un inventaire destiné à recenser le potentiel archéologique des communes puis, en 1977, elle met en place le Fonds d'intervention destiné à l'archéologie de sauvetage, Fias. La même année, l'article R. 111-3-2 du Code de l'urbanisme permet de refuser un permis de construire s'il met en péril un site ou des vestiges archéologiques.
C'est en 1979, que la sous-direction de l'Archéologie est créée au sein de la direction du patrimoine du ministère de la Culture, l'archéologie est reconnue comme part intégrante du patrimoine.

### Institut national de recherches archéologiques préventives
En 1999, après de nombreux scandales liés à diverses démolitions de sites archéologiques, la ministre de la culture, Catherine Trautmann missionne un groupe de travail pour réfléchir aux bases d'une nouvelle loi visant à protéger le patrimoine archéologique des aménagements du territoire. Ce groupe est composé de Jean-Paul Demoule, professeur d'université, Bernard Pêcheur, conseiller d'état, Bernard Poignant, maire de Quimper. Le 7 janvier 2001, la loi sur l'archéologie préventive est promulguée et se base sur la Convention européenne pour la protection du patrimoine archéologique, signée à Malte en janvier 1992. Cette loi crée une redevance de financement des diagnostics et des fouilles d'archéologie préventive, dissout l'Afan et prévoit la création d'un établissement public administratif dont les personnels seront agents contractuels de droit public. Le 1er février 2002, l'Inrap, institut national de recherches archéologiques préventives, voit le jour.

## Missions
« La loi prévoit qu’avant tout aménagement ou dès qu’un permis de construire est déposé, le service archéologique de la Drac – la Direction régionale des affaires culturelles – ordonne, si elle l’estime nécessaire, un diagnostic archéologique ».
L’INRAP a donc pour mission de réaliser ces diagnostics d’archéologie préventive. Lorsqu'un projet d'aménagement du territoire fait l'objet d'une prescription archéologique par le service régional de l'archéologie local qui considère que le terrain aménagé peut présenter ou présente un intérêt archéologique, un diagnostic est entrepris avant le début des travaux d'aménagement. Ce diagnostic peut ensuite mener à une fouille préventive dont la responsabilité est attribuée par marché.
L'INRAP assure également l'exploitation scientifique des opérations d'archéologie préventive et la diffusion de leurs résultats. Il concourt à l'enseignement, à la diffusion culturelle et à la valorisation de l'archéologie (article L.523-1 du code du patrimoine).

Quelques aspects des recherches archéologiques à l'Inrap
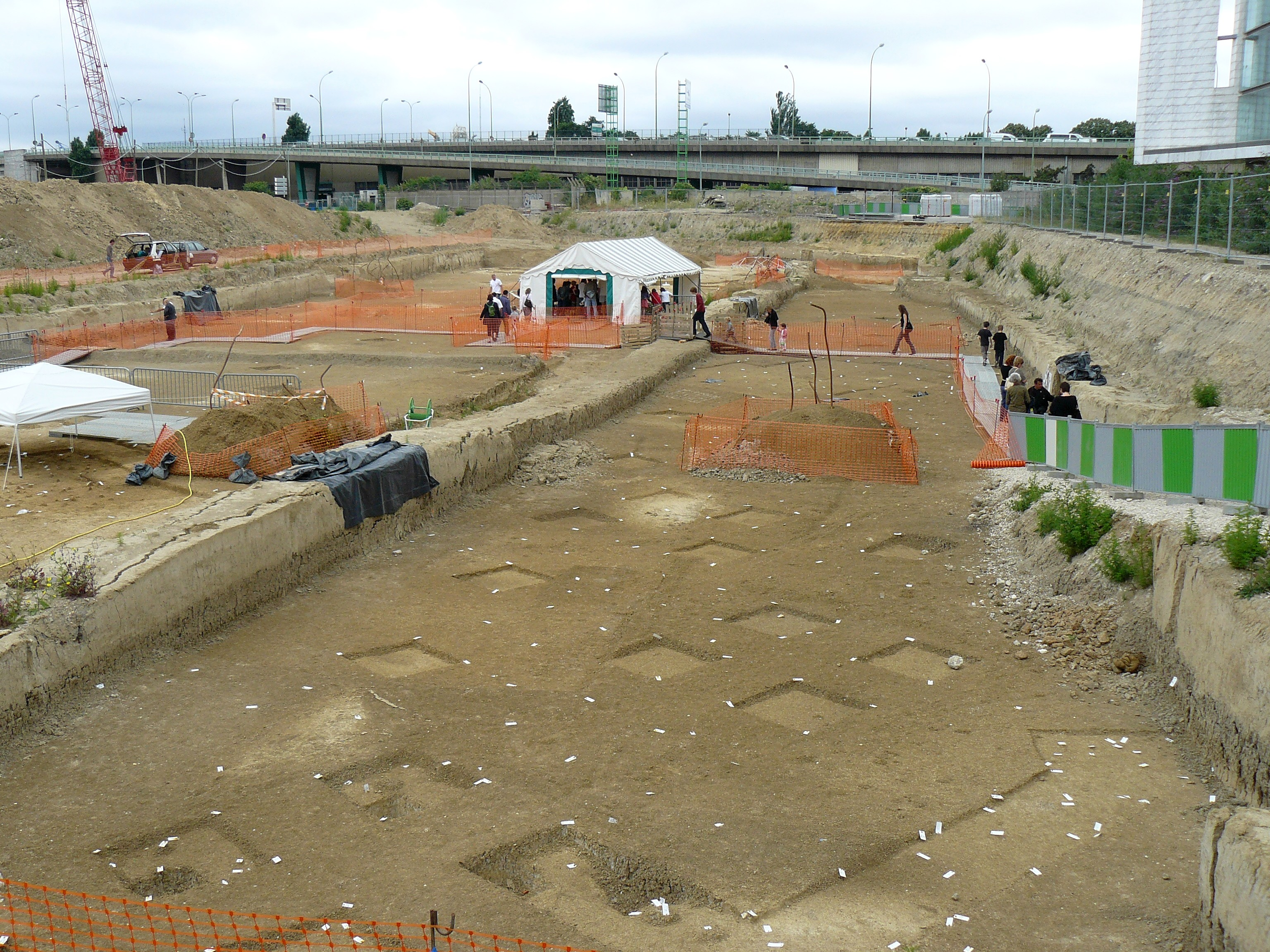
Fouilles sur un site mésolithique de plein air (rue Henry-Farman à Paris 15e en 2008).
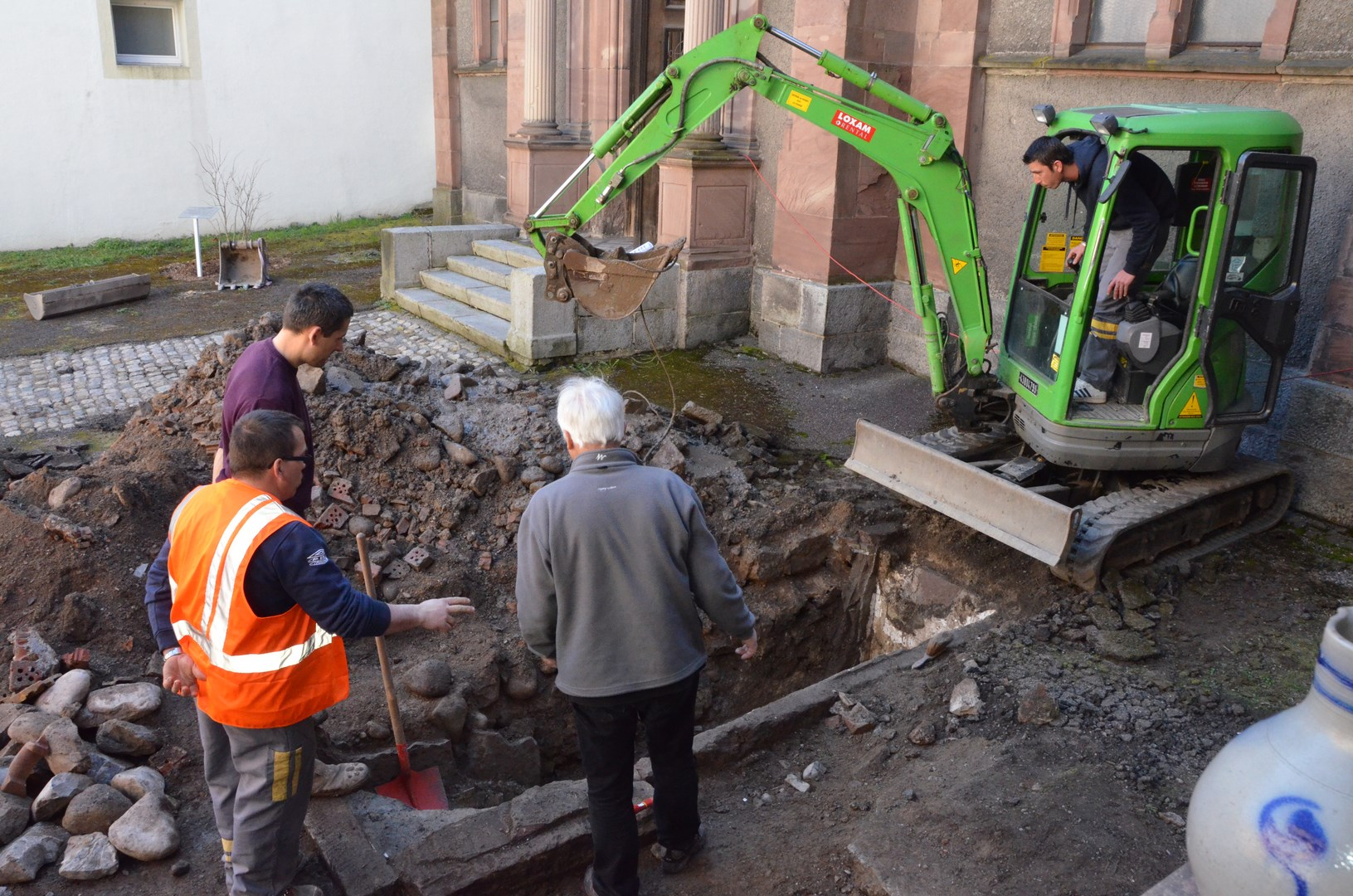
Fouille mécanique dans la cour de la synagogue de Thann (Haut-Rhin) et découverte du bain rituel en 2014[3].
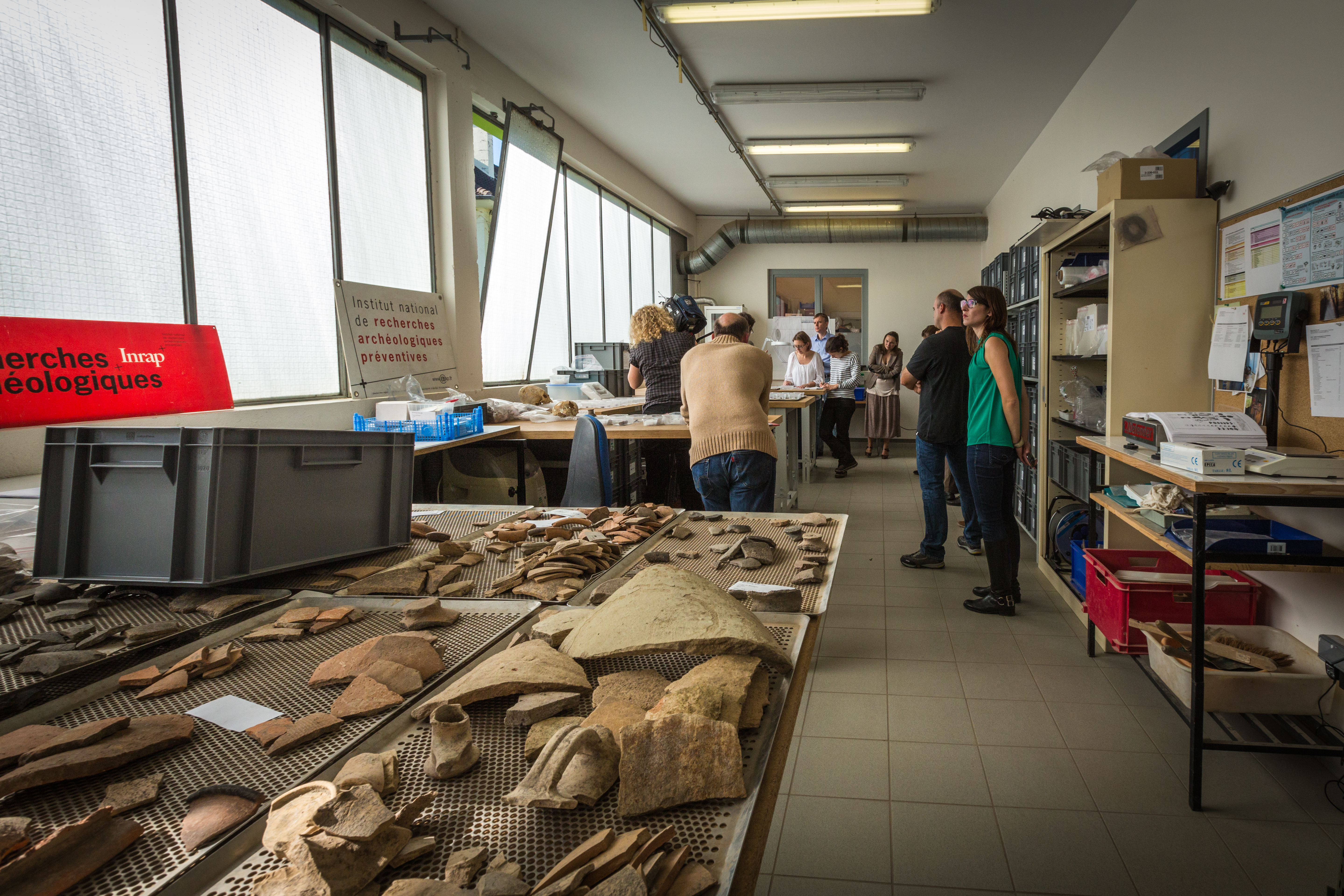
Présentation de l'étude du mobilier issu des fouilles d'Obernai (Bas-Rhin) en 2013[4].
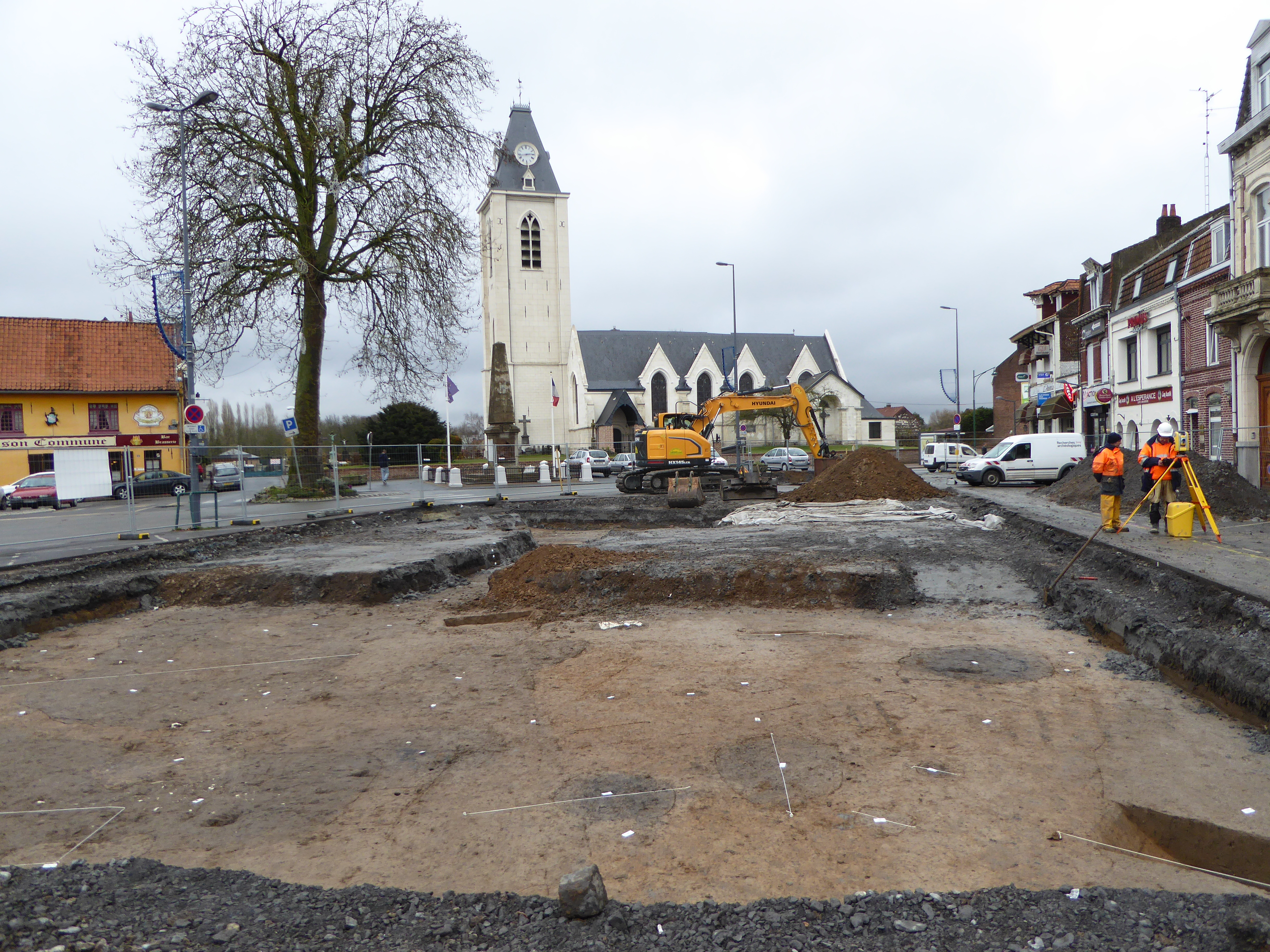
Fouilles sur un site de plein air Place de la République à Annappes en 2017).
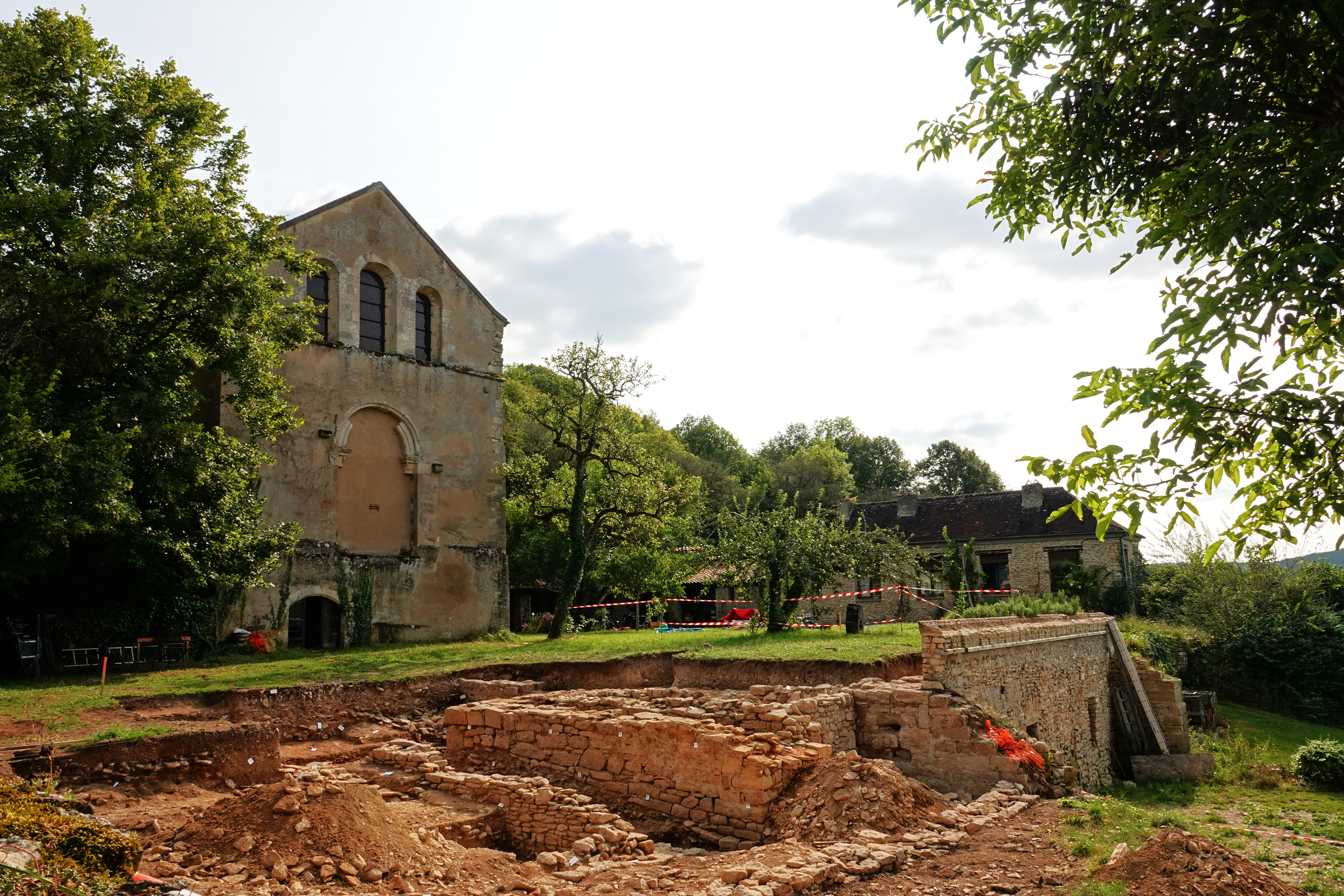
Fouilles sur le site de La Cordelle, Vézelay (Yonne), août 2024.

### Opérations d'archéologie préventive
Le diagnostic consiste à sonder mécaniquement une parcelle du terrain concerné sur une surface de 10% de la surface totale du projet d'aménagement afin d'évaluer le potentiel archéologique. Les sondages sont effectués à la pelle mécanique sur une profondeur qui dépend de l'enfouissement des vestiges et afin en premier lieu de confirmer ou infirmer la présence de vestiges et dans ce premier cas, d’identifier leur nature, d'évaluer leur densité, leur extension et leur taux de conservation. Un rapport est alors rédigé reprenant l'ensemble des données enregistrées et est transmis au Service régional de l'archéologie (SRA).
La fouille : lorsque les vestiges archéologiques présentent un intérêt réel, une fouille est prescrite avant que les travaux d'aménagement ne commencent. La fouille se concentre sur la partie qui recèle les vestiges les plus importants afin de recueillir et d'analyser l'ensemble des données. Elle permet de comprendre l'évolution du site dans sa globalité.
La phase de post-fouille permet aux archéologues d'exploiter et d'interpréter les données de terrain. L'aboutissement en est la rédaction du rapport final d'opération qui peut constituer la base d'une publication scientifique.

### Recherche
La recherche est la mission centrale de l'institut. L'Inrap prolonge ses missions de diagnostic et de fouille par le biais de la recherche. Chacune des découvertes archéologiques de l'Inrap s'inscrivent dans des axes de recherche d'ampleur internationale. L'Inrap apporte sa pierre à l'édifice de la recherche archéologique internationale par le biais de colloques, séminaires, publications et conférences scientifiques. L'Inrap collabore avec de nombreuses universités françaises, avec le CNRS et à l'international. Il participe notamment à l'Europeae Archeologiae Consilium, à l'European Association of Archaeologists, aux projets européens Planarch et NEARCH.

### Valorisation
L'Inrap selon la loi du 17 janvier 2001 doit assurer « l'exploitation scientifique des opérations d'archéologie préventive et la diffusion de leurs résultats ». Il concourt à l'enseignement, à la diffusion culturelle et à la valorisation de l'archéologie". Pour ce faire, l'institut organise diverses actions de valorisation auprès du public :
- les portes ouvertes de chantier de fouilles de l'Inrap proposent au public une information de proximité. Des dépliants de visite évoquant les résultats déjà connus sont diffusés au public. La visite est guidée par les archéologues de l'Inrap et est complétée par des animations permettant au public d'appréhender l'archéologie, ses métiers et ses techniques diverses ;
- les expositions de l'Inrap, souvent légères, sont prêtées par l'institut aux institutions culturelles partenaires à l'occasion d'évènements, d'exposition, en lien avec l'archéologie ;
- des ouvrages sont édités et coédités par l'Inrap sur l'archéologie, ils sont destinés au grand public, aussi bien les adultes que le jeune public ;
- L'institut prend part aux grands rendez-vous culturels et scientifiques nationaux tels que la Fête de la Science, la Nuit des musées, les Journées européennes du patrimoine ;
- les Journées nationales de l'archéologie (JNA) ont été créées en 2010 par l'Inrap en collaboration avec Arte. Depuis, l'Inrap assure, sur l'ensemble du territoire français, l'organisation de l'événement sous l'égide du ministère de la Culture. Les JNA sont organisées afin de valoriser l'archéologie, ses enjeux, ses métiers, ses outils, ses disciplines, et ce, à grande échelle.

## Financement
Depuis la loi du 1er août 2003, les opérations d’archéologie préventives sont financées selon deux modes :
- la redevance d'archéologie préventive (RAP), due par toute personne projetant d’exécuter des travaux d’aménagement affectant le sous-sol et soumis à certaines déclarations ou autorisations en application notamment du code de l'urbanisme ou du code de l'environnement, à compter d’un certain seuil lié à la nature du projet ;
- le prix des fouilles : il s’agit d’une rémunération versée par l’aménageur et perçue directement par l’opérateur (Inrap, service archéologique territorial agréé ou toute autre personne agréée par l’État) en contrepartie des fouilles qu’il réalise.

## Organigramme
L’Inrap est administré par un conseil d'administration, lequel est assisté d’un conseil scientifique. Les membres de ces deux conseils sont nommés ou élus pour trois ans et ne peuvent exercer plus de deux mandats consécutifs. Ces deux conseils sont présidés par le président de l’institut, choisi parmi les personnalités ayant une compétence dans le domaine de l’archéologie. Il est nommé par décret du président de la République sur proposition conjointe des ministres chargés de la Culture et de la Recherche.
Le président de l'Inrap est nommé par décret du Président de la République.
Il est assisté d'un directeur général délégué, chargé de l'administration et de la gestion de l'Institut et nommé par arrêté interministériel.

### Conseil d'administration
Le conseil d'administration est composé d'un président, de sept représentants de l'État, de deux représentants des organismes de recherche et d'enseignement supérieur, deux représentants de collectivités territoriales, de deux représentants des personnes publiques ou privées concernées par l'archéologie préventive, de quatre membres du personnel de l'Inrap élus par leurs pairs, et de quatre personnalités qualifiées dans le domaine de l’archéologie préventive.
Les sept représentants de l'État sont le secrétaire général au ministère chargé de la culture ou son représentant, le directeur général des patrimoines au ministère chargé de la culture ou son représentant, le directeur de la recherche au ministère chargé de la recherche ou son représentant, le directeur de l'enseignement supérieur au ministère chargé de l'enseignement supérieur ou son représentant, le directeur du budget ou son représentant, le directeur général de l'urbanisme, de l'habitat et de la construction ou son représentant et un conservateur régional de l'archéologie, désigné par le ministre chargé de la culture.
Les deux représentants des organismes de recherche et d'enseignement supérieur sont le directeur général du Centre national de la recherche scientifique ou son représentant et le premier vice-président de la conférence des présidents d'université ou un membre de cette instance désigné par lui.
Les deux représentants de collectivités territoriales sont désignés conjointement par les ministres chargés de la Culture et de la Recherche.
Les deux représentants des personnes publiques ou privées concernées par l'archéologie préventive sont désignés selon le même procédé que les deux précédents.
Les quatre personnalités qualifiées dans le domaine de l'archéologie sont désignées par le ministre chargé de la Culture et par le ministre chargé de la Recherche.
Les membres assistant au Conseil d'administration avec voix consultative sont le directeur général de l'Inrap, le directeur scientifique et technique de l'Inrap, le contrôleur financier et l'agent comptable de l'Inrap.

### Conseil scientifique
Le conseil scientifique comprend, outre le président de l'Inrap, le vice-président du conseil national de la recherche archéologique, sept membres élus par et parmi les personnels exerçant des fonctions scientifiques dans le domaine de l'archéologie (deux par les personnels d'enseignement et de recherche exerçant leurs fonctions dans les établissements d'enseignement supérieur, deux par les personnels de recherche exerçant leurs fonctions dans les établissements de recherche, un par les personnels des collectivités territoriales exerçant leurs fonctions dans les services régionaux d'archéologie et deux parmi les personnels du ministère de la Culture exerçant leurs fonctions dans les directions régionales des affaires culturelles chargés de l’archéologie), quatre personnes choisies en raison de leurs compétences dans le domaine de l'archéologie préventive (deux désignées par le ministre chargé de la culture et deux désignées par le ministre chargé de la recherche) et cinq membres élus par et parmi les agents de l'Inrap appartenant à la filière scientifique et technique .

### Présidents
- Jean-Paul Demoule, de 2001 à 2008.
- Jean-Paul Jacob, de 2008 à 2014.
- Dominique Garcia, depuis 2014 (renouvelé en 2017, 2020[11] et 2024[12]).

### Directeurs généraux
- Marion Julien, de 2001 à 2003.
- Nicole Pot, de 2003 à 2009.
- Arnaud Roffignon, de 2010 à 2013.
- Pierre Dubreuil, de 2014 à 2015.
- Daniel Guérin, depuis 2016[13].

### Filmographie
- Inrap reportages d'archéologie : 11 découvertes remarquables, films documentaires courts, Institut national de recherches archéologiques préventives, Paris, 2012, 1 h 24 min (DVD).
- Les sciences de l'archéologie : 19 portraits de spécialistes, films documentaires réalisés par Hugues de Rosière et Pascal Magontier, Inrap, Adav, Paris, 2013, 2 DVD (55 min, 49 min).